# Linhard
Linhard ist ein deutscher Familienname. Zu Herkunft und Bedeutung siehe Lienhard (Name).

## Namensträger
- Gerhard Linhard (1805–1880), deutscher Gerichts- und Wundarzt, sowie Bürgermeister
- Hugo Linhard (1896–1950), deutscher Literatur- und SD-Funktionär
- Monika Linhard (* 1957), deutsche Künstlerin
- Thea Linhard-Böhm (1903–1981), deutsche Opern- und Konzertsopranistin